# 假虎刺
假虎刺（学名：Carissa spinarum）是夹竹桃科假虎刺属的植物。分布于印度、斯里兰卡、缅甸以及中国大陆的云南、贵州等地，生长于海拔540米至1,650米的地区，一般生于沙地灌木丛中，目前尚未由人工引种栽培。

## 别名
刺郎果、黑奶奶果（云南）

## 异名
- Carissa yunnanensis Tsiang et P. T. Li